# RAM tĩnh

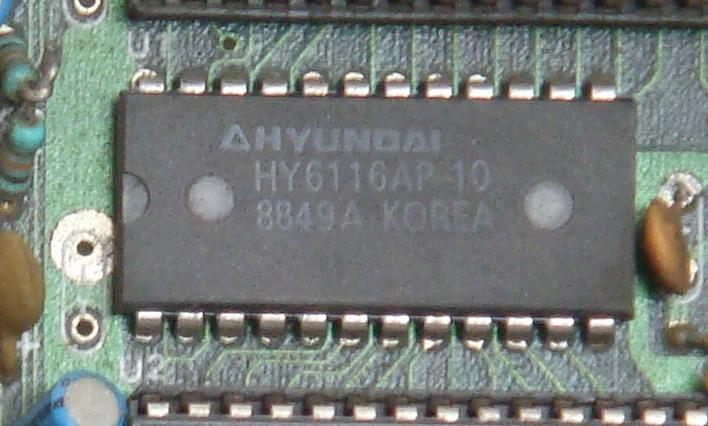
Một chiếc RAM tĩnh của một chiếc Nintendo Entertainment System (2K × 8 bits)

Bộ nhớ truy cập ngẫu nhiên tĩnh (SRAM hay RAM tĩnh) là một loại bộ nhớ sử dụng công nghệ bán dẫn. Từ "tĩnh" nghĩa là bộ nhớ vẫn lưu dữ liệu nếu có điện, không như RAM động cần được nạp lại thường xuyên. Không nên nhầm RAM tĩnh với bộ nhớ chỉ đọc và bộ nhớ flash vì RAM tĩnh chỉ lưu được dữ liệu khi có điện.

## Thiết kế

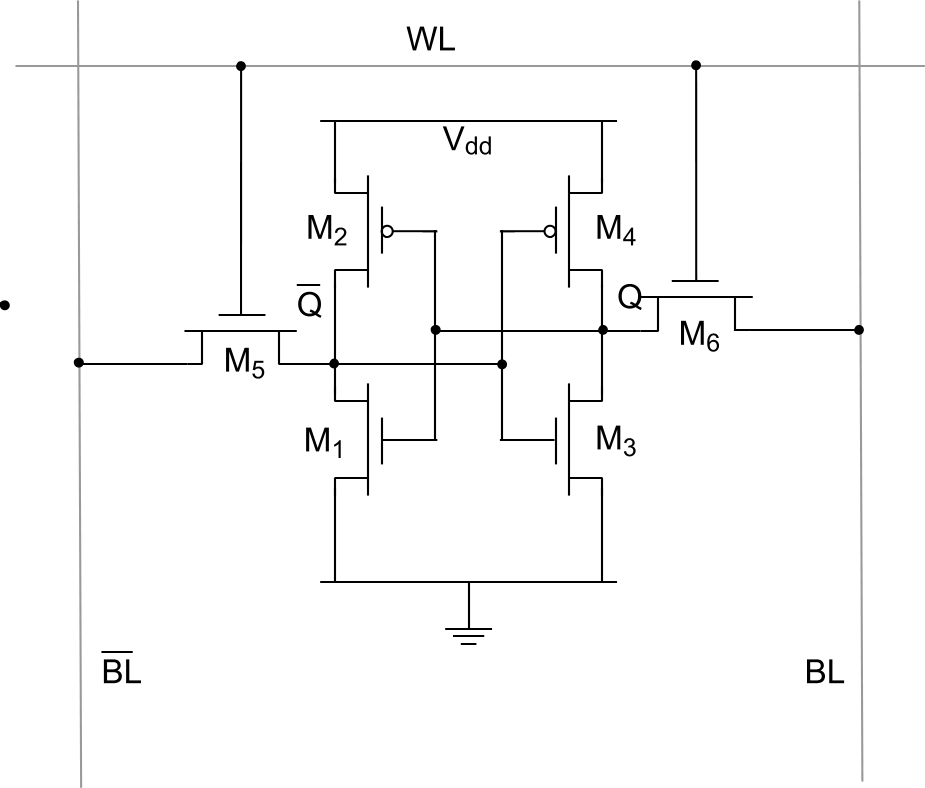
Một ô CMOS SRAM với sáu transitor.

Truy cập ngẫu nhiên nghĩa là bất kì một ô nhớ nào cũng đều có thể được đọc và ghi theo bất kì thứ tự nào.
Mỗi bit trong 1 thanh SRAM được chứa trong 4 transistor tạo thành 2 cặp chéo nhau. Ô chứa này có 2 trạng thái 0 và 1. Ngoài ra còn 2 transistor được sử dụng điều khiển quyền truy cập tới một ô nhớ trong quá trình đọc và ghi. Tổng cộng, cần 6 transistor để chứa 1 bit bộ nhớ.
Truy cập tới cell được kích hoạt bởi word line (WL ở trong hình) vốn điều khiển 2 transistor truy cập M5 và M6, và khi tới lượt, điều khiển cho tới mỗi cell sẽ được kết nối tới các đường bit: BL và BL. Đường bit được sử dụng để truyền dữ liệu cho cả hai tác vụ đọc và ghi. Mặc dù việc có cả hai đường bit là không bắt buộc, những hầu hết đều cung cấp cả hai để cải thiện biên nhiễu tín hiệu.
Kích thước của một bộ nhớ SRAM với m đường địa chỉ và n đường dữ liệu là 2m từ, tức 2m × n bit.

## So sánh các loại bộ nhớ
| Loại       | Mất dữ liệu khi mất điện | Khả năng ghi                          | Cỡ xoá         | Xoá nhiều lần  | Tốc độ                             | Giá thành (theo byte) |
| ---------- | ------------------------ | ------------------------------------- | -------------- | -------------- | ---------------------------------- | --------------------- |
| SRAM       | Có                       | Có                                    | Byte           | Không giới hạn | Nhanh                              | Đắt                   |
| DRAM       | Có                       | Có                                    | Byte           | Không giới hạn | Vừa phải                           | Vừa phải              |
| Masked ROM | Không                    | Không                                 | Không sẵn sàng | Không sẵn sàng | Nhanh                              | Không đắt             |
| PROM       | Không                    | Một lần, yêu cầu thiết bị chuyên dụng | Không sẵn sàng | Không sẵn sàng | Nhanh                              | Vừa phải              |
| EPROM      | Không                    | Có, nhưng cần thiết bị chuyên dụng    | Toàn bộ        | Giới hạn       | Nhanh                              | Vừa phải              |
| EEPROM     | Không                    | Có                                    | Byte           | Giới hạn       | Nhanh cho đọc, chậm cho xoá và ghi | Đắt                   |
| Flash      | Không                    | Có                                    | Sector         | Giới hạn       | Nhanh cho đọc, chậm cho xoá và ghi | Vừa phải              |
| NVRAM      | Không                    | Có                                    | Byte           | Không giới hạn | Nhanh                              | Đắt                   |